# Thomas Kukuck

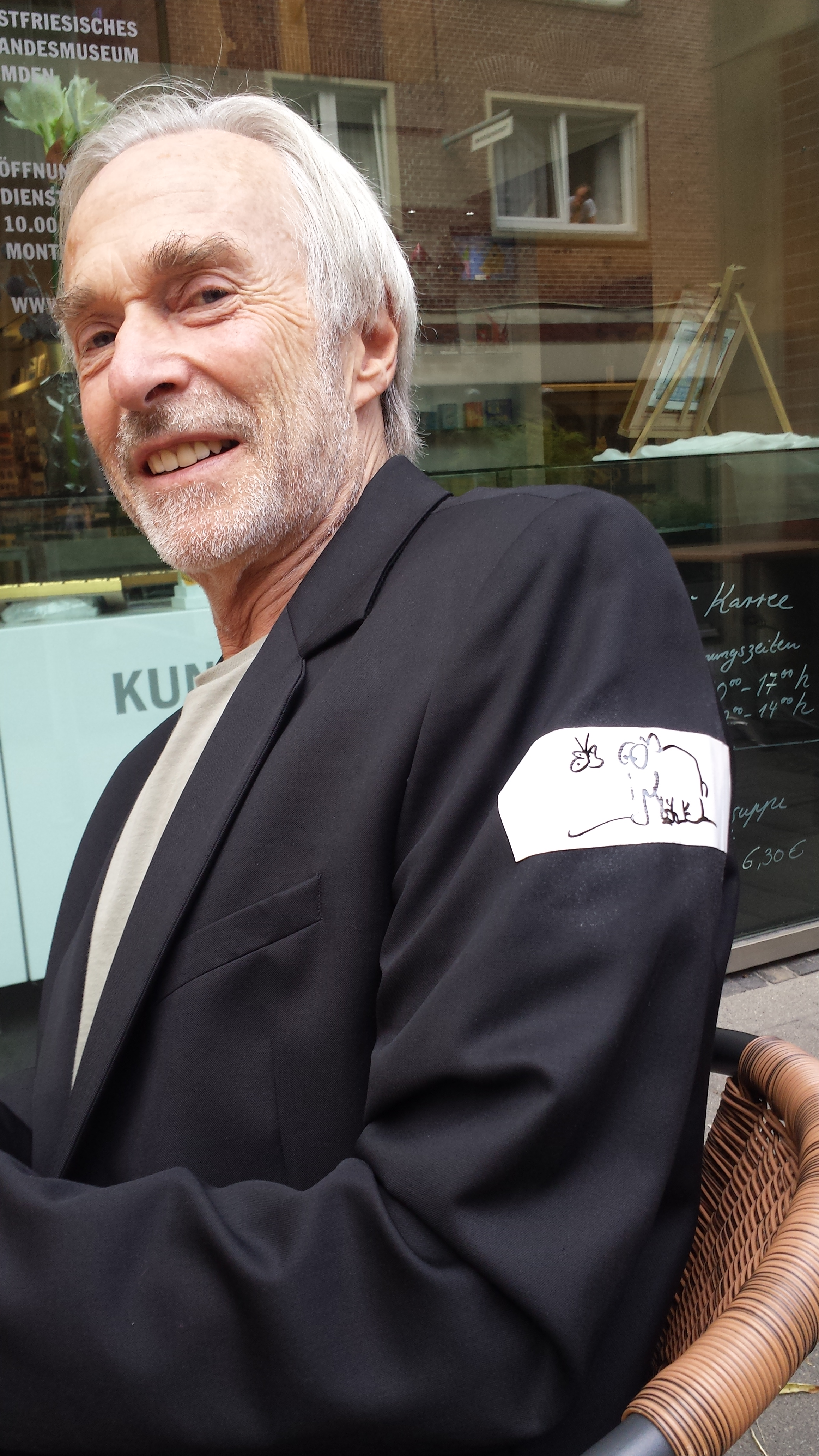
Thomas Kukuck 2018

Thomas Kukuck (* 20. November 1948 in Hamburg) ist ein deutscher Musikproduzent und Tonmeister.

## Biografie
Das jüngste Kind der Komponistin Felicitas Kukuck lernte zunächst Trompete, später Schlagzeug und war Mitglied verschiedener lokaler Amateurbands. Schon während seiner Schulzeit kam er durch seine Mutter in Kontakt mit Erich Thienhaus, der in Detmold am von ihm gegründeten Erich-Thienhaus-Institut Tonmeister ausbildete und in Hamburg-Blankenese ein privates Tonstudio betrieb. Von ihm und seiner Assistentin Gertrud Katja Loos lernte Thomas Kukuck die Grundbegriffe von Tontechnik und der Musikaufnahme und -produktion.
Nach dem Abitur 1968 machte er Praktika im Studio Maschen und im „Windrose-Studio“ des TV-Journalisten und Moderators Werner Baecker. Dort fing er bald an, professionell mit vielen „Deutschrock“-Gruppen zu arbeiten, als Tonmeister und häufig auch als Produzent (in Personalunion). Im Jahr 1970 traf er erstmals Udo Lindenberg, der im Hamburger „Jazz-House“ mit seiner Band auftrat. Dieses Konzert wurde von Thomas Kukuck aufgenommen. Im Sommer 1971 gingen Udo Lindenberg und Thomas Kukuck für einige Wochen ins „Star-Studio“ des Schlagerkomponisten Ralf Arnie und produzierten mit Udos hierfür zusammengestellter Band das Album „Lindenberg“, das auf dem wiederbelebten „Telefunken“-Label bei Teldec herauskam.
Bis 1976 folgten weitere sechs Album-Produktionen mit Udo Lindenberg (siehe „Projekte“).
Seit 1972 arbeitet Thomas Kukuck auch für die Aufnahmen von Otto Waalkes, seit 1987 auch als Produzent. Für zwei OTTO-Filme schrieb er zusammen mit Christoph Leis-Bendorff die Filmmusik.
Weitere Künstler, deren Tonträger Thomas Kukuck produzierte, sind der Blues- und Boogie-Pianist und -sänger Vince Weber und die Komiker Jürgen von der Lippe und Gerd Dudenhöffer.
Auch bei den ersten Alben von Heinz Rudolf Kunze hat Thomas Kukuck mitgearbeitet, bei dreien davon auch als Koproduzent.
Durch die Live-Betreuung vieler Bühnen-Künstler wurde er zum Spezialisten für Live-Aufnahmen.
In den Jahren 1982 bis 1984 wirkte Thomas Kukuck als Dozent für „Sound und Elektronik“ beim „Modellversuch Popularmusik“ der Hamburger Musikhochschule mit.
Aus diesem Modellversuch ging der „Popkurs – Kontaktstudiengang Popularmusik“ hervor.

## Spezielles
Ein besonderes Interesse von Thomas Kukuck gilt Erfindungen und der Entwicklung und technischen Umsetzung von Ideen, die aus der Studio-Arbeit resultieren. So hat er zum Beispiel 1970 die erste programmierbare Rhythmus-Maschine konstruiert und gebaut, ursprünglich, um neue Rhythmen hörbar zu machen, ohne sie vorher üben zu müssen.
Udo Lindenberg hatte am Anfang der Zusammenarbeit mit Thomas Kukuck die ständige Forderung nach dem perfect timing an sich selbst und an seine Musiker-Kollegen. „Alles, was vor dem Schlagzeug spielt, lässt das Schlagzeug als schleppend erscheinen“, war eins seiner Statements. Da die gerade neu eingeführte Mehrspurtechnik fast immer so eingesetzt wurde, dass das Schlagzeug als erstes aufgenommen wurde und später erst andere Instrumente (overdubbing), war die Gefahr groß, dass spätere overdubs zum „Treiben“ neigten, und Udo Lindenberg achtete akribisch auf genaues timing. Aus der perfect timing-Forderung resultierte schließlich die Erfindung der Tonband-Schleifen, zum Ring geklebte Tonbänder, die einen Takt (oder eine kleine Anzahl Takte) Schlagzeug trugen und auf speziell präparierten Tonband-Geräten abgespielt wurden. Diese ständig wiederholten Takte wurden auf einem Mehrspur-Band wieder aufgenommen und bildeten das Schlagzeug mit dem perfect timing. Fill-ins (z. B. Trommelwirbel) wurden dazu overdubbed, manchmal sogar ebenfalls als vorher aufgenommene samples vom zweiten Bandgerät „eingestartet“. Ein Beispiel hierfür ist das Stück „Gerhard Gösebrecht“. Dieses Verfahren ist ein Vorläufer des erst viel später durch die Digitaltechnik ermöglichten samplers, der die Popmusik der 80er Jahre dominierte.

## Projekte
Thomas Kukuck hat mit folgenden Künstlern zusammengearbeitet:

### 1971–1979
- Silberbart – LP: Silberbart – Philips 1971
- Udo Lindenberg – LP: Lindenberg – Telefunken 1971
- Frumpy – LP: - LIVE – Philips 1972
- Frumpy – LP: By The Way – Vertigo 1972
- Jean-Jacques Kravetz – LP: Kravetz – Vertigo 1972
- John O’Brien-Docker – LP: Brave New World – Vertigo 1972
- Udo Lindenberg – LP: – Daumen im Wind – Telefunken 1972
- Otto Waalkes – LP: Live im audimax – Rüssl 1972
- Birth Control – LP: Hoodoo Man – CBS 1972
- Achim Reichel – LP: AR3 – Zebra 1972
- Sinto – LP: Right On Brother – Philips 1972
- The Rattles – LP: Tonight – Philips 1973
- Lucifer’s Friend – LP: I’m Just A Rock’n’Roll Singer - Billingsgate 1973
- Karthago – LP: Second Step – BASF 1973
- Eloy – LP: Inside – EMI 1973
- Birth Control – LP: Rebirth – CBS 1973
- Udo Lindenberg – LP: Alles klar auf der Andrea Doria – Telefunken 1973
- Gift – LP: Blue Apple – LP: Telefunken 1974
- Udo Lindenberg – LP: Ballhaus Pompös – Telefunken 1974
- Otto Waalkes – LP: Oh, Otto – Rüssl 1974
- Ike & Tina Turner – Recording sessions “Get It On” – Los Angeles, 1974
- Gottfried Böttger – LP: Gottfried Böttger – Telefunken 1975
- Udo Lindenberg – LP: Votan Wahnwitz – Telefunken 1975
- Vince Weber – LP: The Boogie Man – Rüssl/Electrola 1975
- Udo Lindenberg – LP: Galaxo Gang – Telefunken 1976
- Udo Lindenberg – LP: Sister King Kong – Telefunken 1976
- Otto Waalkes – LP: Das vierte Programm – Rüssl 1976
- Vince Weber – LP: Blues ‘n’ Boogie – Rüssl/Electrola 1977
- Novalis – LP: Brandung – Brain 1977
- Kraftwerk – LP: Trans Europa Express – Kling Klang 1977
- Novalis – LP: Vielleicht bist Du ein Clown? – Brain 1978
- Diverse Bands – Doppel-LP: Das BRAIN Festival – Brain 1978
- Larry Coryell / Philip Catherine – LP: Splendid – Elektra 1978
- Highway – LP: Wheel Of Fortune – Pinball 1979
- Peter Holler – LP: Peter Holler – Pinball 1979
- Rolf Kühn – LP: Symphonic Swampfire – MPS 1979

### 1980–1989
- Stu Goldberg – LP: Piru – MPS 1980
- Vince Weber – LP: Vince the Prince – Rüssl/Electrola 1980
- Electric Sun (Uli Jon Roth) – LP: Fire Wind 1980
- Udo Lindenberg – LP: Udopia – Telefunken 1981
- Sniff ‘n’ the Tears – LP: Love/Action – MCA Records 1981
- Heinz Rudolf Kunze – LP: Reine Nervensache – WEA 1981
- Udo Lindenberg – Doppel-LP: Intensivstationen – Telefunken 1982
- Heinz Rudolf Kunze – LP: Eine Form von Gewalt – WEA 1982
- Wolf Biermann – LP: Wir müssen vor Hoffnung verrückt sein – EMI 1982
- Peter Maffay – LP: LIVE ‘82 – Metronome 1982
- Peter Maffay – VHS: Live Bad Segeberg – Music House 1982
- Heinz Rudolf Kunze – LP: Die Städte sehen aus wie schlafende Hunde – WEA 1982
- Sonderangebot – LP: Für die Monster dieser Welt – Mercury 1982
- Big Arrow – LP: Aerobic wie nie – RCA 1983
- Big Arrow – LP: Schwangerschaftsgymnastik – RCA 1983
- Heinz Rudolf Kunze – LP: Der schwere Mut – WEA 1983
- Wolf Biermann – LP: Im Hamburger Federbett – EMI 1983
- Heinz Rudolf Kunze – LP: Ausnahmezustand – WEA 1984
- Talkmen – Maxisingle: Junior – RCA 1984
- Otto Waalkes – Filmmusik: Otto-der Film – Rialto 1985
- Benny Bendorff – LP: Flowers of Liverpool – Floraton 1985
- Jürgen von der Lippe – LP: Teuflisch gut – Ariola 1985
- Wolf Biermann – LP: Die Welt ist schön… - EMI 1985
- Nena – TV-Live – 1985
- Klaus Hoffmann – Doppel-Live-Album: Wenn ich sing‘ – 1986
- Wolf Maahn – Live-LP: Rosen im Asphalt – 1986
- Wolf Biermann – LP: Seelengeld – EMI 1986
- Short Romans – LP: Short Romans – Upfront 1987
- Vince Weber – LP: Boogie on a Blue Song – EMI 1987
- Jürgen von der Lippe – LP: Guten Morgen, liebe Sorgen – Teldec 1987
- Otto Waalkes – Filmmusik: Otto-der neue Film – Rialto, 1987, LP: Rüssl 1987
- Grobschnitt – LP: Fantasten – Teldec 1987
- Clowns und Helden – Maxi Single: Die Wahrheit – 1987
- Concert for Berlin – Live Broadcast Mix der teilnehmenden Künstler: New Model Army, David Bowie, Bruce Hornsby, Eurythmics, Genesis, Paul Young – RIAS 1987
- Gilberto Gil – Live Broadcast Mix – 1987
- James Last Orchester – Konzertmitschnitte im Palast der Republik – 1987
- Die Ärzte – Audio for Video und Konzertmitschnitte – 1988
- Wolf Biermann – LP: VEB-volkseigener Biermann – EMI 1988
- Jürgen von der Lippe – LP: Is was – 1989
- Otto Waalkes – Filmmusik: Otto-der Außerfriesische – Rialto, 1989, LP: Rüssl 1989
- René Kollo & James Last – Konzertmitschnitte für Video & CD – 1989

### 1990–1999
- Udo Lindenberg – LP: Live in Leipzig – Polydor 1990
- Wolf Biermann – LP: Gut Kirschenessen – EMI 1990
- Steve Gibbons – LP: Ridin‘ Out The Dark – SPV 1990
- T.C.Circus – Maxi Single: I Go To Rio – RCA 1990
- Extrabreit – LP: Das grenzt schon an Musik – Teldec 1990
- Achim Reichel – CD: Melancholie und Sturmflut – WEA 1991
- Vince Weber – Album: Octoroon – Blue Note 1991
- Timo Blunck & Stefan Will – Werbespot: Mercedes – 1991
- Wolf Biermann – CD: Nur wer sich ändert, bleibt sich treu – Zweitausendeins 1991
- Gerd Dudenhöffer – CD: Heinz Becker – RCA 1992
- Simply Red – Video: A Starry Night (live in Hamburg) – 1992
- Udo Lindenberg – Titel: Niemandsland – Universal 1992
- Jürgen von der Lippe – Album & Maxi Single: König der City – Ariola 1992
- Udo Jürgens – Doppel-CD: Open Air Symphony – BMG Ariola 1992
- Mr. Acker Bilk – CD: Live at the BP Studienhaus – BP 1992
- Herman van Veen – CD: Ja – Polydor 1993
- Tom Gerhardt – CD: Voll die Disco – Ariola 1993
- Otto Waalkes – CD: Das Allerbeste – Rüssl 1993
- Timo Blunck – Werbespot: Jade – 1993
- Papa Bue’s Viking Jazzband – CD: Live / Studienhaus – BP 1993
- Gerd Dudenhöffer – CD: Sie müsse entschuldiche! – Hansa 1994
- Inga Rumpf & Joja Wendt – CD: Fifty-Fifty – Merkton 1994
- Otto Waalkes – TV-Serie: Otto die Serie (Technische Leitung) – RTL 1994
- Chris Barber – Live at the Studienhaus – BP 1994
- Illegal 2001 – TV: Live in Kiel – VIVA 1994
- Gerd Dudenhöffer – CD: Heinz im Mond – Hansa 1995
- Jürgen von der Lippe – CD: Der Blumenmann – Hansa 1995
- Otto Waalkes & Friesenjungs – Live: Alte Oper Frankfurt (3 Wochen) – 1995
- Otto Waalkes & Friesenjungs – Live Mix: Deutschland-Tour – 1995, 1996, 1997
- Otto Waalkes & Friesenjungs – CD: OTTO LIVE! – Rüssl 1996
- Gerd Dudenhöffer – CD: Waldmeister mit Beigeschmack – Hansa 1997
- Lotto King Karl – CD: Ich liebe Dich – Sony 1997
- Jürgen von der Lippe – CD: Männer-Frauen-Vegetarier – Hansa 1997
- Baumann & Clausen – CD: Bitte nicht stören – RSH 1998
- Otto Waalkes & Friesenjungs – CD: …einen hab’ ich noch! – Rüssl 1998
- Nicole – CD: LIVE – Jupiter 1999
- Motörhead – CD: Everything Louder Than Everyone Else – SPV 1999
- Gerd Dudenhöffer – Doppel-CD: Basta! – Hansa 1999
- Robbie Williams – 1 Titel: The Road To Mandalay – 1999
- Achim Reichel – Live Mix: Deutschland-Tour – 1999 & 2000
- Popchor Hamburg – CD: Popchor Live – 1999

### Ab 2000
- Tätärä – CD: Next Show – nullviernull 2000
- Jürgen von der Lippe – CD: So bin ich – BMG 2001
- Otto Waalkes – Live Mix: „only OTTO“-Tour – 2001, 2002
- Otto Waalkes – CD: Otto’s Ostfriesland und Mehr – Polydor 2001
- Otto Waalkes – CD: Peter und der Wolf – Deutsche Grammophon 2001
- Otto Waalkes – CD: only OTTO – Polydor 2002
- Joja Wendt – CD: Live! Sehr schwer zu spielen – nullviernull 2002
- Rolf Zuckowski & Band – CD: 20:00-live – Polydor 2002
- Die Ärzte – DVD: Rock ’n’ Roll Realschule – MTV 2002
- Morcheeba – Live Radio Recording – NDR2 2002
- Extrabreit – DVD: Deutschland im Handstreich – 2003
- With Full Force – Doppel-DVD: WFF 3003-Das Jubiläum – WFF 2003
- Schürzenjäger – Live TV-Mix, Doppel-CD & DVD: 30 wilde Jahre – ORF/Ariola 2003
- Truck Stop – CD: 30 Jahre Truck Stop – BMG-Ariola 2003
- Felicitas Kukuck – Doppel-CD: Von den Anfängen bis zum Spätwerk – LATERNE 2003
- Udo Lindenberg – Doppel-DVD: 30 Jahre Udo Lindenberg – Studio Hamburg 2004
- Otto Waalkes – Live-Mix: „100 Jahre OTTO“-Tour – 2004, 2005
- Jürgen von der Lippe – CD: Alles was ich liebe – BMG 2004
- Gerd Dudenhöffer – Doppel-CD: Null und Richtig – SONY-BMG 2005
- Wolf Biermann – CD: Das ist die feinste Liebeskunst – Zweitausendeins 2005
- aumann & Clausen – CD: Baumann & Clausen Live – Callacomedy 2005
- With Full Force – DVD: WFF 2005 – WWF 2006
- König der Löwen Musical – CD: Live Hamburg – EMI 2006
- Wolf Biermann – CD: Heimat – Hoffmann & Campe 2006
- Baumann & Clausen – CD: Feierabend – Callacomedy 2006
- Otto Waalkes – Live Mix: Tour „OTTO das Original“ 2007, 2008
- Wolf Biermann – CD: Heimkehr nach Berlin – Zweitausendeins 2007
- Gerd Dudenhöffer – DVD: Wiederspruch (Aufn.: 2006) – Universal 2008
- Jürgen von der Lippe – Doppel-CD: Das Beste aus 30 Jahren – BMG 2008
- Extrabreit & POH – CD & DVD: Extrabreit & POH – erschienen 2010
- Mando Diao – Concert Sticks bei der Deutschland Tour – Concert Online 2009
- The Hang All Stars – Live-CD – erscheint bei C.A.R.E. 2010
- Jürgen von der Lippe – Doppel-CD: So geht’s – SONY-Ariola 2011
- Jürgen von der Lippe – CD: So geht’s – Wortschätze – Random House 2011
- Gospelchor „Yes, Lord“ – CD: Gospel Christmas – Creative Kirche Medien 2012
- Wolf und Pamela Biermann – CD: Ach, die erste Liebe... – Liederproduktion Altona – 2013
- Otto Waalkes und Stefan Waggershausen – CD: SID und seine Freunde – Cool und Locker – ELECTROLA – 2014

## Live-Aufnahmen
(alphabetisch nach Künstlern)
- Francisco Araiza 1998
- Die Ärzte 1987, 1988
- Bad News 1981
- Bad Pilots 1993
- Al Bano 1991
- BAP 1988
- Chris Barber 1994
- Rainer Baumann 1981
- Baumann & Clausen 1997, 2005, 2006, 2008
- Richard T. Bear 1979
- Harry Belafonte 1983, 1988
- Wolf Biermann 1979
- Acker Bilk 1992
- Blind Guardian 1995, 2003
- Philip Boa 1989
- Boomtown Rats 1980
- The Bosshoss 2006
- David Bowie 1987
- Jackson Browne 1993
- CARMEN 1991
- Howard Carpendale 1985, 1986, 1988
- CATS 1986
- Roger Chapman 1981, 1988
- Conception 1993
- Paolo Conte 1987
- Ian Cussick 1981
- Terence Trent D’Arby 1987
- Depeche Mode 1984
- Ina Deter 1986
- Klaus Doldinger 1980
- Gerd Dudenhöffer 1991, 1993, 1994, 1996, 1999, 2004, 2006
- Michel van Dyke 1989
- Gebrüder Engel 1980
- Erasure 1987
- Extrabreit 1990, 2003, 2007, 2008
- Rainhard Fendrich 1989
- FESTIVAL DER TENÖRE 1995
- Fettes Brot 2003
- Fischer-Z 1981
- Fisherman’s Friend 1998
- Steve Forbert 1992
- Frank Popp Ensemble 2003
- Funk Connection 1988
- Gamma Ray 1993
- Genesis 1987
- Tom Gerhardt 1993
- German Tenors 2000
- Steve Gibbons 1989
- Gilberto Gil 1987
- Grand Mothers 1981
- Herbert Grönemeyer 1990
- The Hang All Stars 2009
- Daryl Hall 1993
- Halunder Songers 1981
- Heidi’s Rising Stars 1993
- Heino 1990
- Helicon 1993
- Helmut & die Dominos 1998
- John Hiatt 1987
- Terry Hoax 1995
- Klaus Hoffmann 1983, 1986
- Bruce Hornsby 1987
- Illegal 2000 1994
- Immaculate Fools 1987
- Juke 1986
- Udo Jürgens 1984, 1986, 1987, 1990, 1992, 1994
- Roland Kaiser 1983
- René Kollo 1989
- KÖNIG DER LÖWEN 2005
- Horea Krishan 2000
- Joachim Kühn 1982
- Heinz Rudolf Kunze 1982, 1990, 1991
- James Last 1987, 1989
- Udo Lindenberg 1980, 1981, 1983, 1984, 1990, 2003, 2004
- Jürgen von der Lippe 1985, 1987, 1989, 1991, 1992, 1994, 1997, 2001, 2004, 2008, 2011
- Lotto King Karl 1996, 2007
- Wolf Maahn 1986
- Peter Maffay 1981, 1982
- Man 1991
- Mando Diao 2009
- Manowar 1992
- Marsch für Jesus 1992
- Ulla Meinecke 1984, 1986
- Milva 1978
- Olivia Molina 1997
- Monaco Blues Band 1988
- Morcheeba 2002
- Motörhead 1996, 1998
- Marius Müller-Westernhagen 1980, 1983
- Gianna Nannini 1988, 1993
- Natural 2002
- Nena 1984, 1985
- New Model Army 1987
- Nicole 1998
- Ougenweide 1977, 1979
- Palast-Orchester 1993
- Papa Bue’s Viking Jazzband 1993
- Popchor Hamburg 1999
- Pops Orchester 1988
- Rage 1993
- Rare Earth 1989
- The Rasmus 2003
- Rio Reiser 1986, 1988
- R-Go 1991
- Rock gegen Atom 1986
- Inga Rumpf 1978
- Mitch Ryder 1981, 1988
- Sambrasil 1994
- Matilde Santing 1987
- Saxon 1995
- Jan Christoph Scheibe 1999
- Schröder 1988
- Schürzenjäger 1997, 2001, 2003
- Zillertaler Schürzenjäger 1991
- Sabrina Setlur 1997
- Simply Red 1992
- Sneakers 1982
- Spliff 1982, 1983, 1984
- Little Steven 1987
- Style Council 1985
- Stephan Sulke 1983
- Taco 1988
- The Name 1989
- Mikis Theodorakis 1977
- Truck Stop 1980, 1998, 2003
- Twelve Drummers 1983
- Andreas Vollenweider 1982
- Otto Waalkes 1972, 1979, 1981, 1982, 1995, 1996, 1997, 2001, 2004, 2005, 2007, 2008
- WACKEN Open Air 2002
- Stefan Waggershausen 1984
- Stan Webb 1989
- Vince Weber 1976, 1979, 1980, 1991
- Bettina Wegner 1981
- Joja Wendt 2002
- Whisky Priests 1992
- Roger Whittaker 1977, 1989
- WITH FULL FORCE Open Air 2003, 2005, 2008
- Working Week 1987
- Paul Young 1987
- Rolf Zuckowski 2002